# Gregor Schirmer

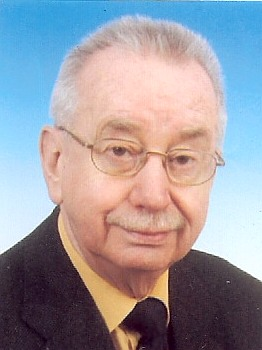
Gregor Schirmer

Gregor Schirmer (* 1. April 1932 in Nürnberg; † 22. Februar 2023 in Berlin) war ein deutscher Politiker (SED) und Professor für Völkerrecht.

## Leben
Schirmer wurde als Sohn des KPD-Politikers Hermann Schirmer und seiner Frau Anna geboren. Er siedelte 1950 in die DDR über, als es zu einem Verfahren eines amerikanischen Militärgerichts  wegen seiner Tätigkeit als FDJ-Kreisvorsitzender in Nürnberg kam. In der DDR war er kurze Zeit im Zentralrat der FDJ tätig, studierte von 1951 bis 1955 Rechtswissenschaften an der Karl-Marx-Universität Leipzig und war 1955/56 zu einem völkerrechtlichen Zusatzstudium an der Akademie für Staats- und Rechtswissenschaften Potsdam-Babelsberg. Dann absolvierte er bis 1959 bei Peter Alfons Steiniger eine Aspirantur an der Juristischen Fakultät der Humboldt-Universität zu Berlin, die er mit der Promotion zum Dr. jur. abschloss.
Schirmer trat 1949 in Nürnberg in die KPD ein und wurde nach seiner Übersiedlung in die DDR Mitglied der Sozialistischen Einheitspartei Deutschlands (SED). Er übte ehrenamtliche Parteifunktionen aus, bis er 1961 hauptamtlich als stellvertretender Sekretär der SED-Parteileitung an der Humboldt-Universität eingesetzt wurde. 1962 wurde Schirmer zum Dozenten für Völkerrecht an die Friedrich-Schiller-Universität Jena berufen und zugleich zum Prorektor ernannt. 1965 habilitierte er sich mit einem völkerrechtlichen Thema und wurde zum Professor für Völkerrecht berufen. 1963 wurde er zum Abgeordneten der Volkskammer für den Kulturbund der DDR gewählt. Er blieb Mitglied der Volkskammer bis 1990 und war Mitglied des Ausschusses für Auswärtige Angelegenheiten und Stellvertreter des Vorsitzenden der Kulturbundsfraktion. Von 1963 bis 1990 war er Mitglied des Präsidialrats des Kulturbunds und ab 1972 des Präsidiums. 1965 wurde Schirmer zum Stellvertreter des Staatssekretärs für Hoch- und Fachschulwesen berufen; nach Umwandlung des Staatssekretariats in ein Ministerium war er bis 1976 Stellvertreter des Ministers. Zugleich war er beurlaubter Professor an der Humboldt-Universität.
1976 wurde ihm der Vaterländische Verdienstorden in Silber verliehen.
Schirmer war von 1977 bis 1989 stellvertretender Leiter der Abteilung Wissenschaften des Zentralkomitees (ZK) der SED. Im November 1989 bis zu Rücktritt des ZK der SED am 3. Dezember 1989 war Schirmer Leiter der Kommission für Wissenschaft und Bildung beim Politbüro des ZK. 1990 arbeitete er als Professor an der Akademie für Gesellschaftswissenschaften bis zu deren Abwicklung. Er wurde Altersübergangsgeldempfänger und 1992 Rentner. Schirmer war Mitarbeiter von Abgeordneten der PDS- bzw. der Linksfraktion im Bundestag, Mitglied des Verbandes für Internationale Politik und Völkerrecht, des Marxistischen Forums und des Ältestenrats der Partei Die Linke. Seit 2021 war Schirmer Mitglied der Kommunistischen Plattform.

## Publikationen
- Universalität völkerrechtlicher Verträge und internationaler Organisationen, Berlin 1966
- Sisyphos im Gipfelsturm, in: Hans Modrow (Hrsg.), Das Große Haus, Edition Ost 1994, S. 116 ff.
- Primat des Völkerrechts oder Macht vor Recht? In: Völkerrecht und Rechtsbewusstsein für eine globale Friedensordnung. 4. Dresdner Symposium „Für eine globale Friedensordnung“ am 20. November 1999. (Hrsg.) Dresdener Studiengemeinschaft Sicherheitspolitik (DSS) e. V: DSS-Arbeitspapiere, Dresden 2000, Heft 52, S 5–18. urn:nbn:de:bsz:14-qucosa2-340176
- Die Volkskammer und die politische Führung der SED, in: Werner J. Patzelt/Roland Schirmer (Hrsg.), Die Volkskammer der DDR, Wiesbaden 2002, S. 187 ff.
- Völkerrecht und Durchsetzung der Menschenrechte, in: Topos H. 21 2003, S. 55 ff.
- Deutschland – ein Aufmarschgebiet der USA im Krieg gegen den Irak?, in: Dieter S. Lutz / Hans J. Gießmann (Hrsg.), Die Stärke des Rechts gegen das Recht des Stärkeren, Baden-Baden 2003, S. 204 ff.
- Gedanken zur III. Hochschulreform, in: Alma Mater und moderne Gesellschaft, Thüringer Forum für Bildung und Wissenschaft, Jena 2004, S. 27 ff.
- Frieden und Völkerrecht, in: Welt ohne Krieg?, Rosa-Luxemburg-Stiftung Sachsen 2004, S. 63 ff.
- Ius ad bellum oder „altes“ Friedensvölkerrecht?, in: Kriege zur Neuordnung der Welt, Kai Homilius Verlag 2004, S. 63 ff.
- Gesellschaftswissenschaften in der DDR. Leitung und Planung durch die SED, in: Reformzeiten und Wissenschaft, Beiträge zur DDR-Wissenschaftsgeschichte Band 2, Akademische Verlagsanstalt 2005, S. 155 ff
- Die Nürnberger Prinzipien – ein Umbruch im Völkerrecht, Bulletin für Faschismus- und Weltkriegsforschung Heft 27, Edition Organon Berlin 2006, S. 1–21.
- Frieden und Völkerrecht, Schriften zur internationalen Politik H. 14, Verband für internationale Politik und Völkerrecht, Berlin 2008
- Lissabon am Ende? Kritik der EU-Verträge, Compact Nr. 2, Kai Homilius Verlag 2008
- Analyse: Das Bundesverfassungsgericht bekräftigt den Lissabonner Vertrag, fordert aber zugleich ein Zustimmungsgesetz, das die Entscheidungsmacht des Bundestags in EU-Fragen stärkt. Junge Welt 7. Juli 2009
- Der Aufstieg der EU zur Militärmacht: Eine politisch-juristische Streitschrift. edition ost – Spotless, Berlin, 2012, ISBN 978-3-360-02069-7
- „Ja, ich bin dazu bereit“: eine Rückblende. Verlag am Park, Berlin, 2014, ISBN 978-3-89793-193-0.
- Deutsche Grenzen und Territorien von 1815 bis 1990: Eine völkerrechtlich-politologische Inventur. edition ost, Berlin, 2017, ISBN 978-3-94518-783-8